# Unterseeboot 514
Le Unterseeboot 514 (ou U-514) est un sous-marin allemand utilisé par la Kriegsmarine pendant la Seconde Guerre mondiale.

## Historique
Après avoir reçu sa formation de base à Stettin dans la 4. Unterseebootsflottille jusqu'au 31 août 1942, il rejoint sa flottille de combat à Lorient, dans la 10. Unterseebootsflottille.
L'U-514 est coulé le 8 juillet 1943 dans l'Atlantique nord au nord-est du Cap Finisterre en Espagne à la position géographique de 43° 37′ N, 8° 59′ O par des roquettes tirées par un avion britannique Consolidated B-24 Liberator de l'escadron 224/R.

L'attaque a coûté la vie aux 54 membres de l'équipage.

## Affectations successives
- 4. Unterseebootsflottille du 24 janvier 1942 au 31 août 1942
- 10. Unterseebootsflottille du 1er septembre 1942 au 8 juillet 1943

## Commandement
- Kapitänleutnant Hans-Jürgen Auffermann  du 24 janvier 1942 au 8 juillet 1943

## Navires coulés
Il a coulé 4 navires pour un total de 16 329 tonneaux et en a endommagé 2 autres pour un total de 13 551 tonneaux et 2 autres navires considérés comme non réparables de 8 202 tonneaux au cours des 4 patrouilles qu'il effectua.
| Date              | Nom                 | Nationalité     | Tonnage | Convoi | Fait          |
| ----------------- | ------------------- | --------------- | ------- | ------ | ------------- |
| 6 septembre 1942  | Helen Forsey        | Grande-Bretagne | 167     |        | coulé         |
| 11 septembre 1942 | Cornwallis          | Canada          | 5 458   |        | endommagé     |
| 15 septembre 1942 | Kioto               | Grande-Bretagne | 3 297   |        | coulé         |
| 28 septembre 1942 | Ozório              | Brésil          | 2 730   |        | non réparable |
| 28 septembre 1942 | Lages               | Brésil          | 5 472   |        | non réparable |
| 12 octobre 1942   | Steel Scientist     | Etats-Unis      | 5 688   |        | coulé         |
| 3 janvier 1943    | British Vigilance   | Grande-Bretagne | 8 093   | TM-1   | endommagé     |
| 27 janvier 1943   | Charles C. Pinckney | Etats-Unis      | 7 177   | UGS-4  | coulé         |